# Maksymilian Grecki
Maksymilian Grecki (ur. 26 września 1841 w Poznaniu, zm. 3 kwietnia 1870 tamże) – polski kompozytor i pianista.

## Życiorys
Był synem Michała, organisty przy poznańskim kościele farnym i nauczyciela muzyki, oraz Albertyny z Wimerów. Kształcił się w gimnazjum Marii Magdaleny w Poznaniu, następnie uzyskał stypendium Towarzystwa Naukowej Pomocy im. Marcinkowskiego i wyjechał na studia muzyczne do Lipska. Studiował u F. Brendla (kompozycję) i I. Moschelesa (fortepian). Kontynuował naukę w Instytucie Muzycznym w Warszawie. Z powodu złej sytuacji materialnej (oraz pogarszającego się stanu zdrowia) przerwał studia, powrócił do Poznania, utrzymywał się z lekcji muzyki. Zmarł na gruźlicę przed ukończeniem 30. roku życia.
Komponował pieśni solowe (do tekstów znanych polskich poetów) oraz utwory na fortepian, m.in. nawiązujące do Chopina mazurki. Na jubileusz 25-lecia Towarzystwa Naukowej Pomocy (1866) skomponował Pieśń wiary (do słów Kornela Ujejskiego). Publikował prace teoretyczne o muzyce, m.in. o Moniuszce (w piśmie „Sobótka”).
Pochowany na cmentarzu Zasłużonych Wielkopolan w Poznaniu.

## Twórczość
1. Pięć śpiewów polskich na jeden głos z towarzyszeniem fortepianu
  1. Ofiarowanie (sł. Heinrich Heine, tłum. Prusinowski)
  2. Bogunka (sł. Ryszard Berwiński)
  3. Piosenka do snu (sł. Kornel Ujejski)
  4. Moja piosenka o szarej godzinie (sł. Kornel Ujejski)
  5. Do majowego wietrzyka (sł. Karol Baliński)
2. Piosenki polskie na jeden głos z towarzyszeniem fortepianu (4 poszyty)
  1. Pieśń nad kolebką (sł. K. B.)
  2. Halko miła (sł. Wasilewski)
  3. Dumka wiośniana
  4. Piosnka kołodzieja (sł. Karol Antoniewicz)
  5. Wianeczek majowy (sł. Karol Antoniewicz)
  6. Piosnka grabarza (sł. Karol Antoniewicz)
  7. Anioł
  8. Lilja (sł. Karol Antoniewicz)
  9. Podole (sł. H. M.)
  10. Pieśń wieczorna (sł. Karol Antoniewicz)
3. Jej piosenka do zachodu słońca. Śpiew do słów F. L., na głos jeden z towarzyszeniem orkiestry lub fortepianu.
4. Pieśń wiary. Słowa Kornela Ujejskiego.
5. Trzy myśli ulotne w kształcie mazurów na fortepian.
6. Miscellanées. Trois cantilènes sans parole pour le piano / Z przeszłości. Pieśń bez słów na fortepian.
7. Op. 12. Reminescenses de chants polonais. Deux masourkas pour le piano.